# Gemma Galdon Clavell
Pour les articles homonymes, voir Clavell.
Gemma Galdon Clavell est une spécialiste d'éthique et de redevabilité des algorithmes née le 29 mai 1976 à Mataró en Catalogne.

## Publications
- Bullard, N. Babels: An interview with Gemma Galdon. Development 48, 8–9 (2005). https://doi.org/10.1057/palgrave.development.1100146
- Protect rights at automated borders, Gemma Galdon Clavell, Nature volume 543, pages 34–36 (2017)